# Rohr im Gebirge
Rohr im Gebirge osztrák község Alsó-Ausztria Bécsújhelyvidéki járásában. 2020 januárjában 460 lakosa volt. 

## Elhelyezkedése

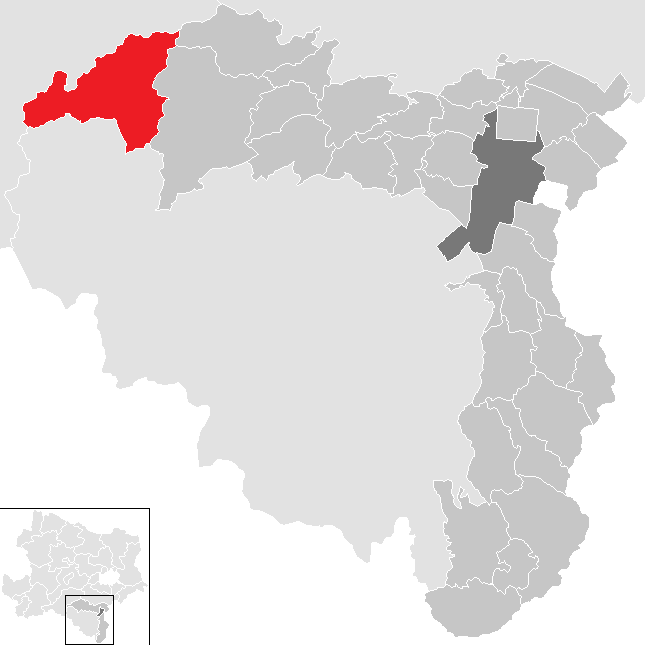
Rohr im Gebirge a Bécsújhelyvidéki járásban

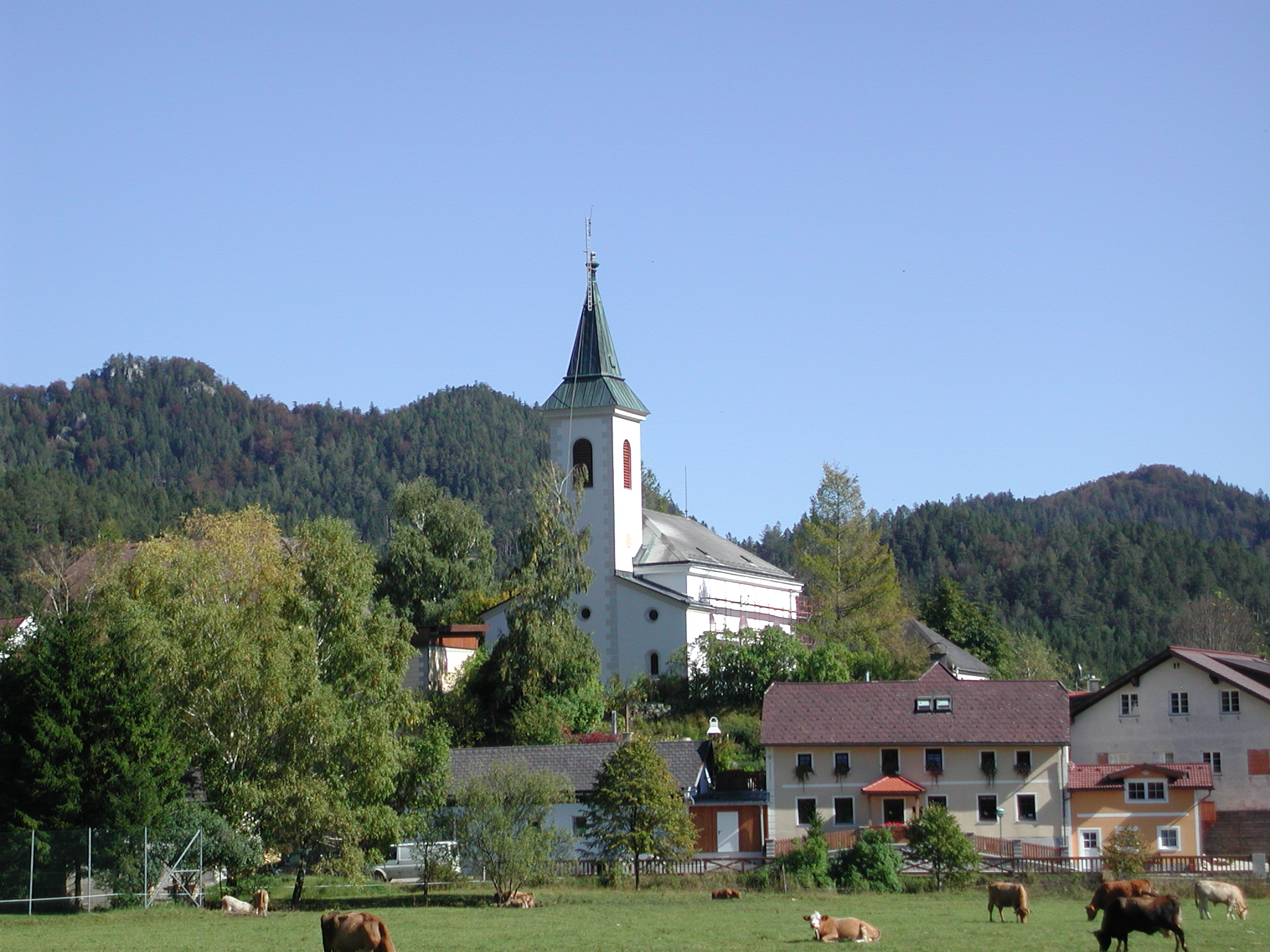
A Szt. Ulrik-plébániatemplom

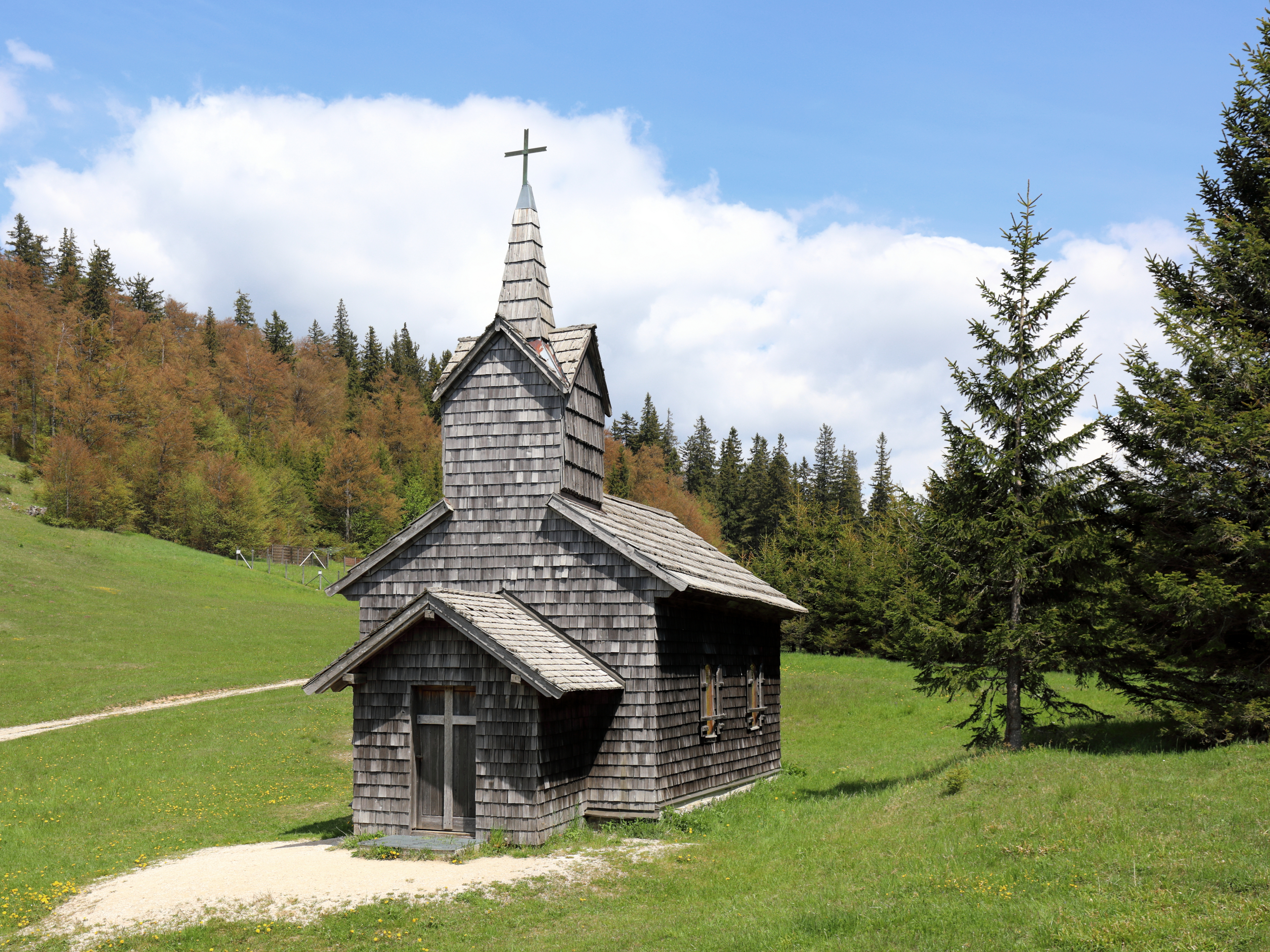
Erdei Szűz Mária-kápolna

Rohr im Gebirge a tartomány Industrieviertel régiójában fekszik a Gutensteini-Alpokban, a Zellenbach folyó völgyében. Területének 90,4%-a erdő, 6,8% áll mezőgazdasági művelés alatt. Az önkormányzat 5 településrészt és falut egyesít: Rohr im Gebirge, Gegend, Zellenbach, Klausbach és Hochreith.
A környező önkormányzatok: északkeletre Muggendorf, keletre Gutenstein, délre Schwarzau im Gebirge, nyugatra Sankt Aegyd am Neuwalde, északnyugatra Hohenberg, északra Kleinzell és Ramsau. 

## Története
A hegyek között, nehezen hozzáférhető helyen fekvő Rohr területe sokáig lakatlan volt. 1220 után a gutensteini uradalomhoz tartozott és ott is maradt egészen 1848-ig, a feudális birtokrendszer felszámolásáig. Nevét először 1427-ben említik írásban. Temploma 1470-ig a schwarzaui egyházközség alá tartozott, ekkor azonban plébániatemplommá lépett elő. A 16. század közepén Sigismund von Herberstein protestáns lelkészt hívott a faluba, de már 1569-ben ismét katolikus papja volt Rohrnak. 1595-ben a Hoyos grófok kapták meg a gutensteini uradalmat. 1716-ban a templomot kibővítették, 1761-ben a torony hagymakupolát kapott. 1782-ben az addig egy tanyán működő iskola saját épületet kapott. 
Az 1848-as forradalom után megalakult a községi önkormányzat. 1877-ben megnyílt a postahivatal és postakocsijárat kötötte össze a falut Gutensteinnel. 1894-re az Ochsattel nyergén át megépült az út a nyugatra fekvő Traisen-völgybe, véget vetve a község elszigeteltségének. 1879-ben a régi templomot lebontották és újat építettek. A második világháború végén heves harcokra került sor a Gutenstein felé vezető úton. A Vörös Hadsereg végül 1945. május 8-án foglalta el a községet és ekkor négy lakos életét vesztette. A szovjet megszállás 1955-ig tartott. 

## Lakosság
A Rohr im Gebirge-i önkormányzat területén 2020 januárjában 460 fő élt. A lakosságszám 1939 óta csökkenő tendenciát mutat. 2018-ban az ittlakók 94,8%-a volt osztrák állampolgár; a külföldiek közül 1,1% a régi (2004 előtti), 3,2% az új EU-tagállamokból érkezett. 2001-ben a lakosok 93,4%-a római katolikusnak, 1% evangélikusnak, 3,7% pedig felekezeten kívülinek vallotta magát. Ugyanekkor a legnagyobb nemzetiségi csoportokat a német (95,6%) mellett a horvátok (1,2%), a szerbek (1%) és a magyarok (1%, 5 fő) alkották. 
A népesség változása:

| 2016 | 487 |
| 2018 | 476 |

## Látnivalók
- a Szt. Ulrik-plébániatemplom
- az erdészeti-vízgazdálkodási tanösvény
- a helyi legendák és népmesék tanösvénye

## Fordítás
- Ez a szócikk részben vagy egészben  a   Rohr im Gebirge című német Wikipédia-szócikk ezen változatának fordításán alapul.  Az eredeti cikk szerkesztőit annak laptörténete sorolja fel. Ez a jelzés csupán a megfogalmazás eredetét és a szerzői jogokat jelzi, nem szolgál a cikkben szereplő információk forrásmegjelöléseként.